# Jackson Brundage
Jackson Brundage (ur. 21 stycznia 2001 w Los Angeles) – amerykański aktor dziecięcy. Najbardziej znany z roli Jamesa Lucasa Scotta w serialu Pogoda na miłość.

## Filmografia
- 2006: Lime Salted Love jako Charlie
- 2008: Pogoda na miłość (One Tree Hill) jako James Lucas Scott
- 2009: Einstein Pals jako Pablo (gościnnie)